# Stazione di Luino
La stazione di Luino è la maggiore stazione ferroviaria, posta sul tronco comune alle linee Cadenazzo-Luino, Luino-Milano e Novara-Pino, a servizio della città italiana di Luino, in provincia di Varese.
Funge da punto di incontro tra la rete ferroviaria svizzera e quella italiana e svolge il ruolo di stazione di confine (pur non essendo la più prossima alla frontiera), pertanto è deputata allo svolgimento delle attività e formalità doganali e al cambio della tensione di alimentazione sulla linea aerea di contatto.

## Storia
La stazione fu attivata nel 1882, contemporaneamente all'apertura della linea Novara-Pino, realizzata per collegare la linea del Gottardo con la pianura padana e il porto di Genova.
Dal 1884 è capolinea settentrionale dalla linea Luino-Milano attivata in quell' anno.

## Movimento
Nella stazione fermano i treni della linea S30 (Bellinzona-Cadenazzo-Gallarate) della Rete celere del Canton Ticino effettuati da TiLo. Alcune corse sono limitate al percorso Cadenazzo-Luino.
La stazione è inoltre capolinea settentrionale dei treni regionali e RegioExpress operati da Trenord sulla direttrice Luino-Gallarate-Milano Porta Garibaldi.
Dal 13 dicembre 2013 la tratta Luino-Novara è sospesa al servizio viaggiatori.
Nel secondo decennio degli anni duemila la stazione è divenuta sempre più di frequente meta di treni a vapore e storici, in particolare per iniziativa della Fondazione FS Italiane e del locale Museo ferroviario del Verbano.

## Strutture e impianti
La stazione dispone di un tratto neutro lungo 70 m per il cambio di tensione, dai 3 kV in corrente continua italiani ai 15 kV in corrente alternata a frequenza di 16,7 Hz svizzeri. I treni monotensione devono cambiare mezzo di trazione, mentre quelli politensione possono eseguire la transizione dinamica: all'inizio del tratto neutro viene abbassato il pantografo utilizzato per la tensione della tratta da cui si proviene ed al suo termine viene alzato quello da usare per la tensione della tratta che si deve percorrere; il tratto neutro viene quindi percorso per inerzia, senza alimentazione.

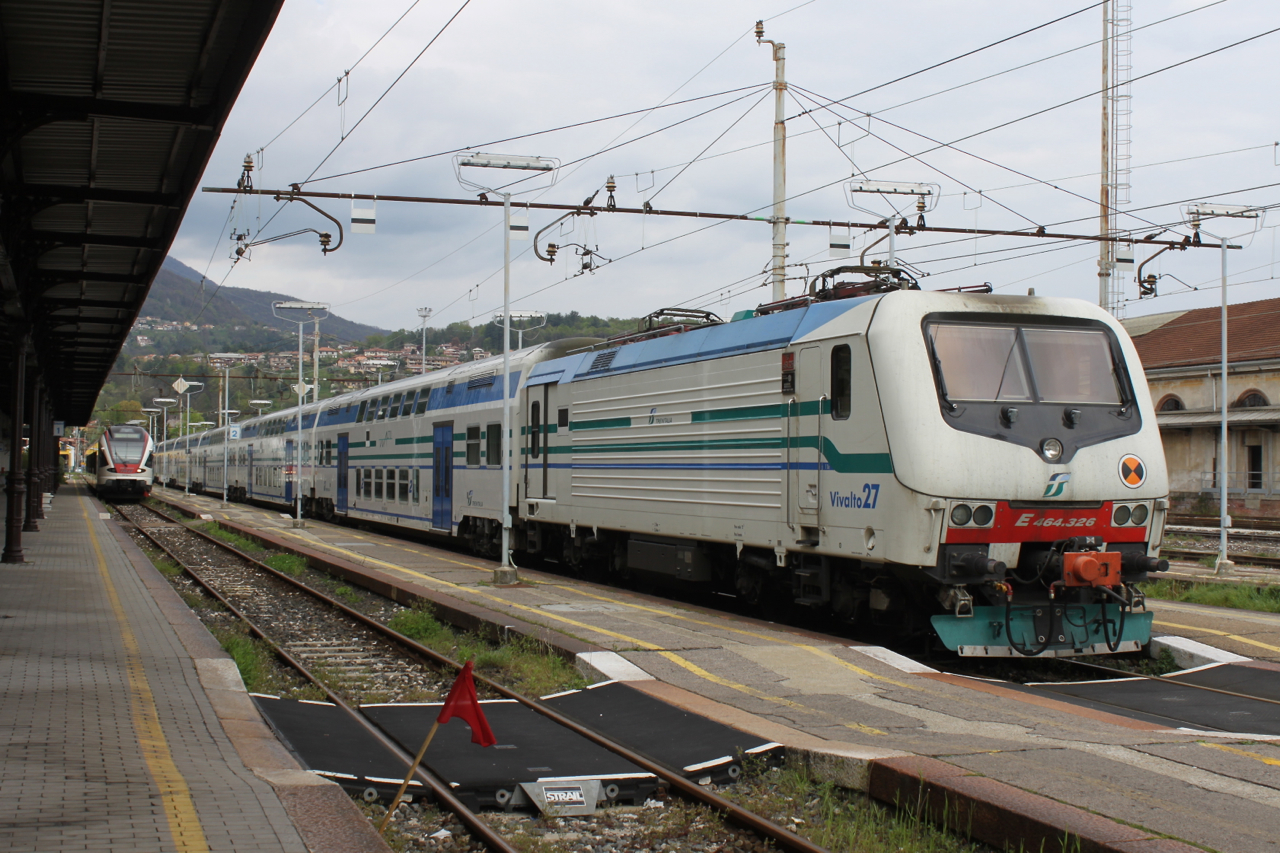
Locomotiva FS E.464 ferma prima del tratto neutro della stazione: sulle mensole della linea aerea di contatto è presente il segnale di abbassamento pantografi

Il sedime ferroviario è dotato di sei binari passanti, dei quali il primo, il terzo e il quarto sono utilizzati per il servizio viaggiatori; sono presenti una banchina a lato del primo binario ed una banchina ad isola tra il terzo e il quarto, entrambe dotate di ascensori.
Nella stazione sono presenti la dogana italiana e i presidi della Guardia di Finanza e della Polizia ferroviaria(non è più presente un posto Polfer dal 2010 circa, la competenza attualmente è in capo al Posto Polfer di Varese).
Nel 2013, la Camera dei Cantoni ha approvato una legge che impegna la Svizzera a finanziare i costi di ammodernamento della linea Bellinzona-Luino-Gallarate. Lo stanziamento previsto consisteva in un mutuo di 280 milioni di euro, dei quali 150 mln sono stati destinati alla copertura dei lavori nel tratto di Luino. Tale cifra è stata convertita in un contributo a fondo perduto a carico della Svizzera.

A settembre del 2014, è stata firmata la convenzione attuativa fra RFI e l'Ufficio Federale Trasporti del governo bernese, che prevedeva la cantierizzazione dell'opera entro il 2016 sotto la direzione di Rete Ferroviaria Italiana.

## Servizi
È gestita da Rete Ferroviaria Italiana che ai fini commerciali classifica l'impianto in categoria Silver, dispone di:
- Sala d'attesa
- Biglietteria
- Biglietteria self-service
- Bar
- Servizi igienici
- Ascensore
- Sottopassaggio
- Parcheggio

## Museo ferroviario del Verbano
La rimessa locomotive che era stata costruita nel 1882, in occasione dell'apertura del Galleria del Gottardo è stata concessa in comodato da RFI per la costituzione del Museo ferroviario del Verbano. Tra le locomotive sono presenti due E.428.
Il Museo è proprietario anche di una locomotiva a vapore tedesca gruppo 50, mantenuta in grado di marciare ed utilizzata per treni turistici, e di una Locomotiva FS 625 riportata in pressione nel 2019. Presso il fabbricato viaggiatori sono raccolti cimeli sull'evoluzione dell'esercizio ferroviario a partire dall'Ottocento.